# Грин, Колин
Колин Грин (англ. Colleen Green; род. 23 октября 1984) — американская инди-поп-исполнительница из Лос-Анджелеса, штата Калифорния. В настоящее время базируется на лейбле Hardly Art. В 2011 году выпустила свой первый альбом, Milo Goes to Compton. В 2013 году увидел свет второй студийный альбом, Sock It To Me. 24 февраля 2015 года состоялся релиз третьего студийного альбома I Want to Grow Up.
В сентябре 2015 года журнал LA Weekly назвал Грин «лучшей соло-исполнительницей».

## Дискография

### Студийные альбомы
| Название             | История релиза                                                                        |
| -------------------- | ------------------------------------------------------------------------------------- |
| Milo Goes to Compton | - Выпущен: 2011 - Формат: LP, компакт-кассета - Лейбл: Art Fag                        |
| Sock It to Me        | - Выпущен: 19 марта 2013 - Формат: LP, CD, цифровая дистрибуция - Лейбл: Hardly Art   |
| I Want to Grow Up    | - Выпущен: 24 февраля 2015 - Формат: LP, CD, цифровая дистрибуция - Лейбл: Hardly Art |

### Мини-альбомы
| Название             | История релиза |
| -------------------- | --- |
| Milo Goes to Compton | - Выпущен: Январь 2010 (оригинал) February 21, 2012 - Формат: 7", цифровая дистрибуция - Лейбл: Самиздат (оригинал) Art Fag |
| Green One            | - Выпущен: 1 марта 2011 - Формат: 7", цифровая дистрибуция - Лейбл: Hardly Art                                              |
| Cujo                 | - Выпущен: 4 октября 2011 - Форматы: 12", цифровая дистрибуция - Лейбл: Art Fag                                             |
| 4 Loko 2 Kayla       | - Выпущен: Июль 2014 - Формат: 7" - Лейбл: Philthy Phonographic Records                                                     |
| Colleen Green        | - Выпущен: 13 мая 2016 - Формат: Компакт-кассета, цифровая дистрибуция - Лейбл: Infinity Cat Recordings                     |